# 飘拂草核黑粉菌
飘拂草核黑粉菌（学名：Cintractia axicola）是属于黑粉菌目黑粉菌科核黑粉菌属的一种真菌，寄生在莎草科植物上。该种分布于中国、日本、越南、马来西亚、菲律宾、印度、斯里兰卡、巴基斯坦、塞拉利昂、加纳、尼日利亚、乌干达、坦桑尼亚、加蓬、毛里求斯、赞比亚、津巴布韦、南非、澳大利亚、巴布亚新几内亚、斐济、美国、墨西哥、哥斯达黎加、巴拿马、古巴、牙买加、多米尼加、波多黎各、特立尼达和多巴哥、哥伦比亚、委内瑞拉、厄瓜多尔、巴西、智利、阿根廷、巴拉圭、乌拉圭等地。